# Midalt
Midalt – miasto w Maroku, w regionie Dara-Tafilalt. W 2014 roku liczyło 55 304 mieszkańców.